# Пітер Дінклейдж
Пітер Гейден Дінклейдж (англ. Peter Hayden Dinklage; нар. 11 червня 1969, Моррістаун, Нью-Джерсі) — американський актор театру, кіно та телебачення; чотириразовий лауреат премії «Еммі».
Почав кар'єру 1995 року; широка популярність прийшла після ролі у фільмі 2003 «Станційний доглядач», за яку був номінований на премію Гільдії кіноакторів США 2004 року. Після цього знімався у фільмах «Ельф» (2003), «Суперпес» (2007), «Визнайте мене винним» (2006), британській трагікомедії «Смерть на похоронах» (2007), її однойменному американському рімейку (2010), в екранізації другої книги серії «Хроніки Нарнії»: «Хроніки Нарнії: Принц Каспіан» (2008).
За роль Тіріона Ланістера у серіалі «Гра престолів» (2011) Дінклейдж був удостоєний премії «Еммі» у номінації «Найкращий актор другого плану у драматичному телесеріалі» (в 2011, 2015, 2018 та 2019 рр.) та премії «Золотий глобус» у номінації «Найкраща чоловіча роль другого плану — мінісеріал, телесеріал або телефільм» (2012 р.).

## Особисте життя
Народився у Моррістауні, штат Нью-Джерсі, у родині шкільної вчительки музики та безробітного страхового агента. Закінчивши 1987 року школу у цьому місті, вступив до школи мистецтв у Беннінгтон, штат Вермонт, яку закінчив у 1991-му. Є вегетаріанцем. З 2005 року одружений з театральною режисеркою Ерікою Шмідт. У грудні 2011 року у них народилася донька.

### Зріст
Народився зі спадковим захворюванням — ахондроплазією, що приводить до карликовості. Його зріст 135 см. Його батьки середнього зросту, так само як і його брат Джонатан.

## Кар'єра
Першим фільмом Дінклейджа став артхаусна малобюджетна стрічка «Життя в забутті».
Удостоєний багатьох нагород фільм 2003 року «Станційний доглядач» був першим мейнстрімовим фільмом у кар'єрі актора та приніс йому широку популярність. Він був номінований на безліч нагород за цю роль, у тому числі на Супутникову нагороду у номінації «Винятковий талант» (Outstanding Talent), яку Дінклейдж у підсумку виграв. У тому ж році разом з Ґері Олдменом знявся у фільмі «Маленькі пальчики». Фільм вийшов одразу на DVD.
2006 року Дінклейдж знявся у фільмі Сідні Люмета «Визнайте мене винним» разом з Віном Дізелем.
2008 року режисер Ендрю Адамсон вибрав його на роль рудого гнома Трампкіна у фільмі «Хроніки Нарнії: Принц Каспіан»
у 2010 знімався у трилері The Knights of Badassdom.
З 2011 року Дінклейдж грає роль Тіріона Ланістера, одного з головних персонажів, у телесеріалі каналу HBO «Гра престолів», адаптації серії романів «Пісня льоду та полум'я» Джорджа Мартіна.

## Фільмографія

### Фільми
| Рік  | Назва                                           | Роль                     | Примітка            | Пос.                 |
| ---- | ----------------------------------------------- | ------------------------ | ------------------- | -------------------- |
| 1995 | Життя в забутті                                 | Тіто                     |                     | [ 10 ] [ 11 ]        |
| 1996 | Куля                                            | будівельний менеджер     | немає в титрах      | [ 12 ]               |
| 1998 | Ведмежатники                                    | Лефлор                   |                     | [ 13 ] [ 14 ]        |
| 1999 | Pigeonholed                                     | Рой                      |                     | [ 12 ]               |
| 2001 | Ніколи знову                                    | Гаррі Епплтон            |                     | [ 15 ] [ 16 ]        |
| 2001 | Звірина натура                                  | Френк                    |                     | [ 17 ] [ 18 ] [ 19 ] |
| 2002 | 13 Лун                                          | Бінкі                    |                     | [ 10 ] [ 20 ]        |
| 2002 | Просто поцілунок                                | Дінк                     |                     | [ 21 ]               |
| 2003 | Станційний доглядач                             | Фінбар Макбрайд          |                     | [ 10 ] [ 22 ] [ 23 ] |
| 2003 | Маленькі пальчики                               | Моріс                    |                     | [ 10 ] [ 24 ]        |
| 2003 | Ельф                                            | Майлс Фінч               |                     | [ 25 ] [ 26 ]        |
| 2004 | 89 Seconds at Alcázar                           | Марі Бабола              | короткий метр       | [ 27 ]               |
| 2004 | Jail Bait                                       | Ліндо                    | короткий метр       | [ 17 ] [ 28 ]        |
| 2004 | Виживання в Едемі                               | Стерно                   |                     | [ 17 ] [ 29 ]        |
| 2005 | Бакстер                                         | Бенсон Хеджес            |                     | [ 30 ]               |
| 2005 | Escape Artists                                  | містер Дафф              |                     | [ 31 ] [ 32 ]        |
| 2005 | Лессі                                           | Бенсон Хеджес            |                     | [ 17 ] [ 33 ]        |
| 2005 | Fortunes                                        | Майк Кірквуд             |                     | [ 34 ] [ 35 ]        |
| 2006 | The Limbo Room                                  | Дасті Спітц              |                     | [ 36 ]               |
| 2006 | Визнайте мене винним                            | Бен Кландіс              |                     | [ 37 ] [ 38 ]        |
| 2006 | Маленький втікач                                | Сем Нортон               |                     | [ 17 ] [ 39 ]        |
| 2006 | Пенелопа                                        | Лемон                    |                     | [ 40 ]               |
| 2007 | Ascension Day                                   | Брантлі                  |                     | [ 12 ]               |
| 2007 | Смерть на похороні                              | Пітер                    |                     | [ 17 ] [ 41 ]        |
| 2007 | Суперпес                                        | доктор Саймон Зловредень |                     | [ 17 ] [ 42 ]        |
| 2008 | Хроніки Нарнії: Принц Каспіан                   | Трампкін                 |                     | [ 10 ] [ 43 ]        |
| 2009 | Святий Джон із Лас-Вегаса                       | містер Таунсенд          |                     | [ 44 ]               |
| 2010 | Смерть на похоронах                             | Френк                    |                     | [ 17 ] [ 45 ]        |
| 2010 | Я теж тебе люблю                                | Чарлі                    |                     | [ 46 ]               |
| 2010 | Панахида по Ренсому Прайду                      | карлик                   |                     | [ 47 ]               |
| 2010 | Піт Смоллс мертвий                              | K.C.                     | також продюсер      | [ 10 ] [ 48 ]        |
| 2011 | Головне – не боятися!                           | Вінні                    |                     | [ 49 ]               |
| 2012 | Льодовиковий період 4                           | капітан Гатт             | озвучення           | [ 50 ] [ 51 ]        |
| 2013 | Справа в тобі                                   | Джерард                  |                     | [ 10 ] [ 52 ]        |
| 2013 | Лицарі королівства Крутизни                     | Ханг                     | також вик. продюсер | [ 53 ] [ 54 ]        |
| 2014 | Зовсім низько                                   | Ален                     |                     | [ 55 ] [ 56 ]        |
| 2014 | Люди Ікс: Дні минулого майбутнього              | Болівар Траск            |                     | [ 57 ] [ 58 ]        |
| 2014 | Цього ранку у Нью-Йорку                         | Аарон Альтманн           |                     | [ 59 ] [ 60 ]        |
| 2015 | Таксі                                           | Марк                     |                     | [ 61 ]               |
| 2015 | Пікселі                                         | Едді Плент               |                     | [ 62 ] [ 63 ]        |
| 2016 | Леді бос                                        | Рено                     |                     | [ 64 ] [ 65 ]        |
| 2016 | Angry Birds у кіно                              | Могутній Орел            | озвучення           | [ 66 ]               |
| 2017 | Згадати заново                                  | Сем Блум                 |                     | [ 67 ]               |
| 2017 | La Vida Nuestra                                 | Чад Джонсон              | короткий метр       | [ 68 ]               |
| 2017 | Три білборди за межами Еббінга, Міссурі         | Джеймс                   |                     | [ 69 ]               |
| 2017 | Три Христа                                      | Джозеф Кассель           |                     | [ 70 ] [ 71 ]        |
| 2018 | Здається, ми залишилися одні                    | Дел                      | також продюсер      | [ 72 ]               |
| 2018 | Месники: Війна нескінченності                   | Ейтрі                    |                     | [ 73 ]               |
| 2019 | Angry Birds у кіно 2                            | Могутній Орел            | озвучення           | [ 74 ]               |
| 2019 | Між двома папоротями: Фільм                     | грає себе                | камео               | [ 75 ]               |
| 2020 | Аферистка                                       | Роман Луньов             |                     | [ 76 ]               |
| 2020 | Сімейка Крудсів: Нова ера                       | Філ                      | озвучення           | [ 77 ]               |
| 2021 | Сірано                                          | Сірано де Бержерак       |                     | [ 78 ]               |
| 2022 | Американський мрійник                           | доктор Філ Лодер         | також продюсер      | [ 79 ]               |
| 2022 | Тор: Любов і грім                               | Ейтрі                    | сцени видалено      | [ 80 ]               |
| 2023 | Вона прийшла до мене                            | Стівен                   |                     | [ 81 ]               |
| 2023 | Трансформери: Час звіроботів                    | Скордж                   | озвучення           | [ 82 ]               |
| 2023 | Токсичний месник                                | Вінстон                  |                     | [ 83 ]               |
| 2023 | Голодні ігри: Балада про співочих пташок і змій | Дін Каска Гайботтом      |                     | [ 84 ]               |
| 2024 | Без глазурі                                     | Гаррі Френдлі            | камео               | [ 85 ]               |
| 2024 | Хаща                                            | Марк                     | також продюсер      | [ 86 ]               |
| 2024 | Брати                                           | Джаді Мангер             | також продюсер      | [ 87 ]               |
| 2024 | Wicked: Чародійка                               | доктор Ділламонд         | озвучення           | [ 88 ]               |
| 2025 | Покрівельник                                    |                          |                     |                      |
| 2025 | Wicked: Чародійка 2                             | доктор Ділламонд         | озвучення           | [ 88 ]               |

### Серіали
| Рік       | Назва                   | Роль                | Примітка                          | Пос. |
| --------- | ----------------------- | ------------------- | --------------------------------- | ---- |
| 2001      | В'язниця Оз             | жертва вбивства     | Епізод: "Even the Score"          |      |
| 2001      | Вулиця                  | маленька людина     | Епізод: "Junk Bonds"              |      |
| 2002      | Третя зміна             | наркоторговець      | Епізод: "The Long Guns"           |      |
| 2004      | Я з нею                 | Елліот Розен        | 3 епізоди                         |      |
| 2004      | P.O.V.                  | одовідач            | Епізод: "Freedom Machines"        |      |
| 2005      | Перехідний вік          | доктор Бельбер      | 2 епізоди                         |      |
| 2005      | Антураж                 | камео               | Епізод: "The Sundance Kids"       |      |
| 2005      | Testing Bob'            | Робінсон «Боб» Гарт | пілотний епізод                   |      |
| 2005—2006 | Поріг                   | Артур Рамзі         | 13 епізодів                       |      |
| 2006      | P.O.V.                  | камео               | Епізод: "No Bigger than a Minute" |      |
| 2006      | Частини тіла            | Марлоу Сойєр        | 7 епізодів                        |      |
| 2009      | 30 потрясінь            | Стюарт              | Епізод: "Señor Macho Solo"        |      |
| 2011—2019 | Гра престолів           | Тиріон Ланістер     | 67 епізодів                       |      |
| 2013      | Вулиця Сезам            | Саймон              | Епізод: "Simon Says"              |      |
| 2021      | Як стати тираном        | оповідач            | 6 епізодів                        |      |
| 2022      | Рік та Морті            | Чанс (голос)        | Епізод: "Rick: A Mort Well Lived" |      |
| 2023      | Як стати лідером культу | оповідач            | 6 епізодів                        |      |
| 2025      | Декстер: Воскресіння    | Леон Пратер         |                                   |      |